# Na Rua, na Chuva, na Fazenda
Na Rua, na Chuva, na Fazenda é o primeiro álbum de estúdio do cantor, instrumentista, compositor e produtor brasileiro Hyldon, lançado em 1975 pela gravadora Polydor. É considerado um clássico do soul brasileiro e marco da música negra em geral, tendo transformado Hyldon em um dos três precursores da música soul no Brasil, junto com Cassiano e Tim Maia. Tem alguns dos maiores êxitos da carreira de Hyldon, como "Na Rua, na Chuva, na Fazenda (Casinha de Sapê)" (posteriormente regravada pelo Kid Abelha), "Na Sombra de Uma Árvore", "Vamos Passear de Bicicleta", "Acontecimento" (regravada por Marisa Monte), "As Dores do Mundo" (regravada por Jota Quest) e "Sábado e Domingo".

## Antecedentes
Hyldon havia começado na música muito cedo, aos 16 anos, tocando guitarra em gravações da Jovem Guarda e também tocando em bailes com sua banda, Os Abelhas, já que era primo de Pedrinho da Luz, guitarrista do The Fevers e tinha passado a morar na casa dele quando sua família retornou à Paraíba. Após esta primeira fase começou a escrever músicas que foram gravadas ainda no âmbito da Jovem Guarda, quando, após conhecer Cassiano, que tinha uma banda chamada Os Diagonais na época, e Tim Maia, recebe um convite de Mazzola, Guti Carvalho e Jairo Pires para trabalhar como produtor na PolyGram, que era dona dos selos Polydor e Philips. Hyldon aceita com a condição de que poderia lançar o seu próprio trabalho, que já estava desenvolvendo, tendo em vista que, devido ao apoio recebido de Tim Maia e Cassiano, passara a compor e criar arranjos, reservando músicas para gravar um trabalho próprio. Assim, passa três anos produzindo álbuns de outros artistas, como Erasmo Carlos, Diana, Wanderléa e todos os discos do Odair José pelo selo Polydor, com muito sucesso tendo, inclusive, tocado guitarra no maior sucesso da carreira de Odair, "Uma Vida Só", acompanhado pela banda Azymuth.

## Gravação e lançamento
No início de 1973, Hyldon aborda o diretor executivo da gravadora Polydor, Jairo Pires, acerca da promessa que este havia lhe feito quando assinado o contrato de produção. Jairo respondeu que o compositor e produtor só não tinha gravado seu disco ainda porque não quis. O que aconteceu foi que Hyldon tinha sido chamado para produzir um cantor de nome Frank Land, então, reservou horários de estúdio e convidou o Azymuth para acompanhá-lo. Só que Land perdeu o vôo de São Paulo para o Rio de Janeiro e, então, Hyldon tomou a decisão de gravar três músicas para o que viria a ser o seu disco, "Na Rua, na Chuva, na Fazenda (Casinha de Sapê)", "Meu Patuá" e "Eu Gostaria de Saber". Quando mostrou-as para os executivos da gravadora, todos elogiaram, inclusive André Midani. Só que, algumas semanas depois, Midani e Jairo Pires tiveram uma reunião e decidiram que apenas metade do futuro disco de Hyldon seria composto de canções de sua autoria; o resto seriam covers, como, por exemplo, de "Angie", dos Rolling Stones.
Hyldon ficou muito bravo e decidiu que não gravaria desse jeito. O resultado foi que o material ficou parado por quase um ano, até que, no final de 1973, Jairo Pires convence Midani a lançar um compacto simples com duas das três músicas, sem nenhuma divulgação. Eram elas: "Na Rua, na Chuva, na Fazenda (Casinha de Sapê)" e "Meu Patuá". Os DJ's do Rio, especialmente Big Boy, logo descobriram a primeira música, entre elas as rádios Mundial e Tamoio, e começaram a tocá-la, tendo o movimento se espalhado para São Paulo, através da Rádio Bandeirantes São Paulo. Foi dada, então, a chance de Hyldon gravar um LP completo e, em 1974, ele entrou em estúdio com o Azymuth e gravou mais 12 músicas, sendo que três ficariam de fora do produto final, "Pelas Ruas de Los Angeles", "Palavras de Amor ao Vento" e "Táxi pra Bahia", e só seriam lançadas em 2003, como faixas bônus no relançamento do segundo disco do artista, Deus, a Natureza e a Música
A gravadora ainda postergaria até 1975 o lançamento do álbum, lançando mais um compacto em 1974 com "As Dores do Mundo" e "Sábado e Domingo". Foi só quando esse compacto também fez sucesso, emplacando o lado A, que a gravadora decidiu lançar o álbum completo, juntamente com um compacto duplo com as canções "As Dores do Mundo", "Na Sombra de uma Árvore", "Na Rua, na Chuva, na Fazenda (Casinha de Sapê)" e "Sábado e Domingo".

## Faixas
- Todas as faixas escritas por Hyldon, exceto onde indicado.

| Lado A         |                                               |         |  |
| N.º            | Título                                        | Duração |  |
| 1.             | "Guitarras, Violinos e Instrumentos de Samba" | 3:35    |  |
| 2.             | "Na Sombra de Uma Árvore"                     | 4:47    |  |
| 3.             | "Vamos Passear de Bicicleta"                  | 3:38    |  |
| 4.             | "Acontecimento"                               | 4:20    |  |
| 5.             | "Vida Engraçada"                              | 3:05    |  |
| 6.             | "As Dores do Mundo"                           | 3:45    |  |
| Duração total: | Duração total:                                | 23:10   |  |

| Lado B         |                                                  |                     |         |  |
| N.º            | Título                                           | Compositor(es)      | Duração |  |
| 1.             | "Na Rua, na Chuva, na Fazenda (Casinha de Sapê)" |                     | 3:30    |  |
| 2.             | "Sábado e Domingo"                               |                     | 3:34    |  |
| 3.             | "Eleonora"                                       |                     | 3:38    |  |
| 4.             | "Balanço do Violão"                              | Beto Moura / Hyldon | 3:02    |  |
| 5.             | "Quando a Noite Vem"                             |                     | 3:32    |  |
| 6.             | "Meu Patuá"                                      |                     | 3:29    |  |
| Duração total: | Duração total:                                   | Duração total:      | 20:45   |  |

## Recepção, impacto cultural e relançamento
Quando foi lançado o álbum foi muito bem recebido pelo público, tendo emplacado, além da música título, "Na Sombra de Uma Árvore", "Vamos Passear de Bicicleta", "Acontecimento", "As Dores do Mundo" e "Sábado e Domingo", e liderado a lista de mais vendidos do Nopem. Atualmente, o álbum é considerado um clássico da música negra brasileira, e ele tornou Hyldon um dos três mais importantes precursores do soul no Brasil, juntamente com Tim Maia e Cassiano.
O impacto na cultura brasileira foi considerável, tendo a música sido utilizada como trilha em filmes brasileiros recentes - como Cidade de Deus, Carandiru, Durval Discos, O Homem do Ano e Antônia -; sampleada em raps de artistas célebres, como os rappers cariocas MV Bill e Nega Gizza; além de ter músicas regravadas ou cantadas em shows por artistas de outras gerações como Kid Abelha (que regravaram, no seu disco Meu Mundo Gira em Torno de Você, de 1996, "Na Rua, na Chuva, na Fazenda (Casinha de Sapê)"), Jota Quest ("As Dores do Mundo", em seu álbum de estréia) e Marisa Monte, que cantou "Acontecimento" na turnê do seu disco Memórias, Crônicas e Declarações de Amor.
Em 2005, foi relançado pela Universal, herdeira do catálogo da Polydor, em edição comemorativa de 30 anos de lançamento, contendo novas fotos, todas as letras e ficha técnica completa, com direito a festa tendo como mestre de cerimônias o ator Antônio Pitanga e com convidados ilustres do movimento negro e do meio musical, como Carlos Dafé, Sandra de Sá, Cláudio Zoli e Azymuth, além de bandas da nova geração.

## Banda de apoio
- Hyldon: Voz, guitarra e violão
- Sheila Wilkerson:[7] Vocal

Músicos da banda Azymuth:
- José Roberto Bertrami: teclados
- Alex Malheiros: Baixo
- Ivan Conti (Mamão): Bateria

## Ficha Técnica
Conforme disponível no LP original:
- Coordenação de Produção: Jairo Pires
- Produção: Guti Carvalho
- Arranjos: Hyldon e Waldir Arouca Barros
- Gravação: Estúdio Phonogram (Rio)
- Técnicos de Gravação: Ary Carvalhães, Luis Claudio, Luigi, João Moreira
- Técnico de Mixagem: Luigi
- Montagem: Jairo Gualberto
- Corte: Joaquim Figueira
- Layout da Capa: Aldo Luiz
- Arte Final: Jorge Vianna
- Fotos: João Castrioto